# In Amguel
In Amguel est une commune de la wilaya de Tamanrasset en Algérie.

## Géographie

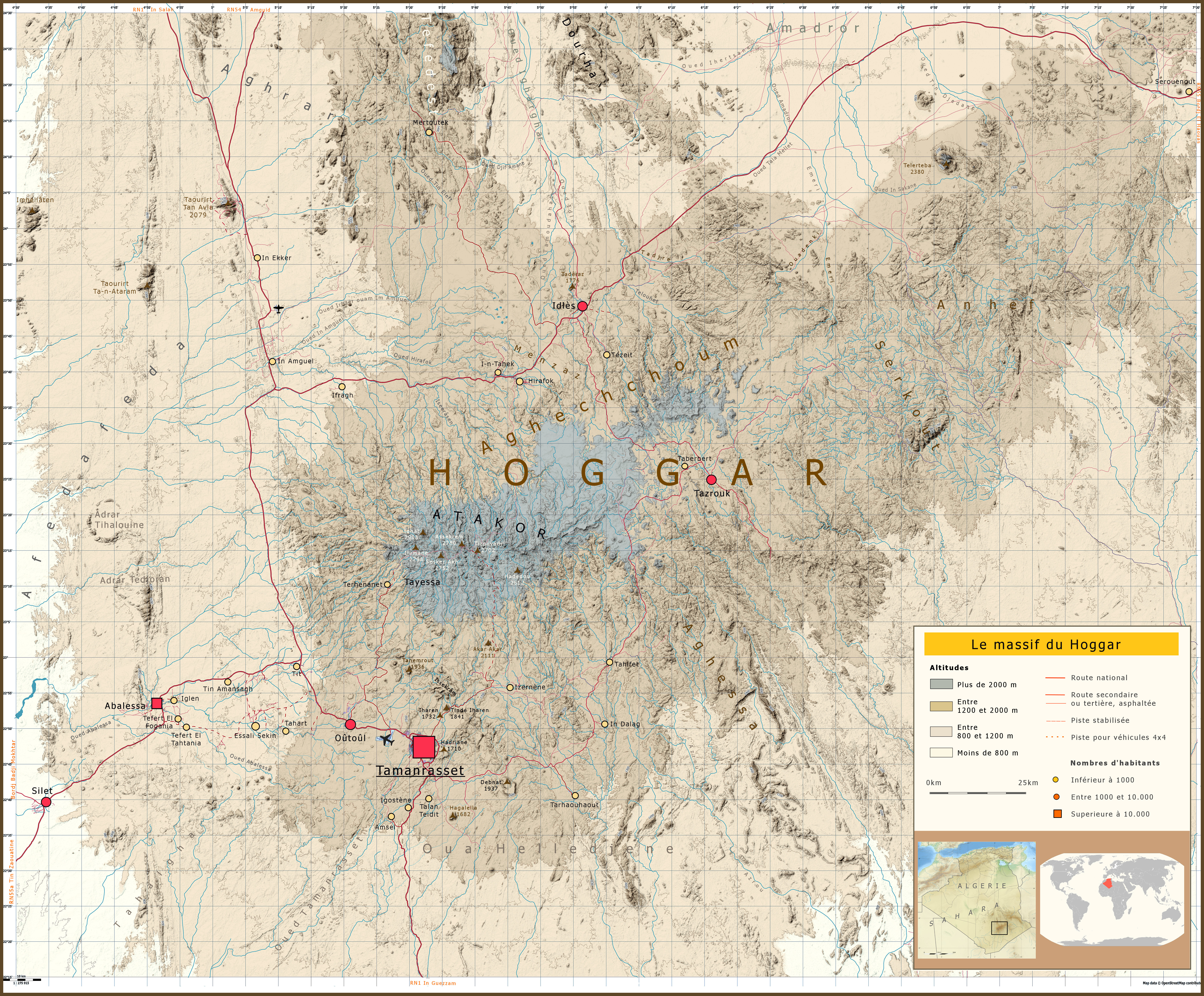
Carte du massif du Hoggar avec In Amguel au nord-ouest de Tamanrasset

## Histoire

### Époque contemporaine
Durant les années 1960-1967, le Centre d'expérimentations militaires des oasis (CEMO) en avait fait sa base de vie pour le site d'essais nucléaire français d'In Ecker.